# Zabiele (gemeente Kolno)
Zabiele is een dorp in de Poolse woiwodschap Podlachië. De plaats maakt deel uit van de gemeente Kolno (powiat kolneński) en telt 1000 inwoners.